# Noua Șvabia

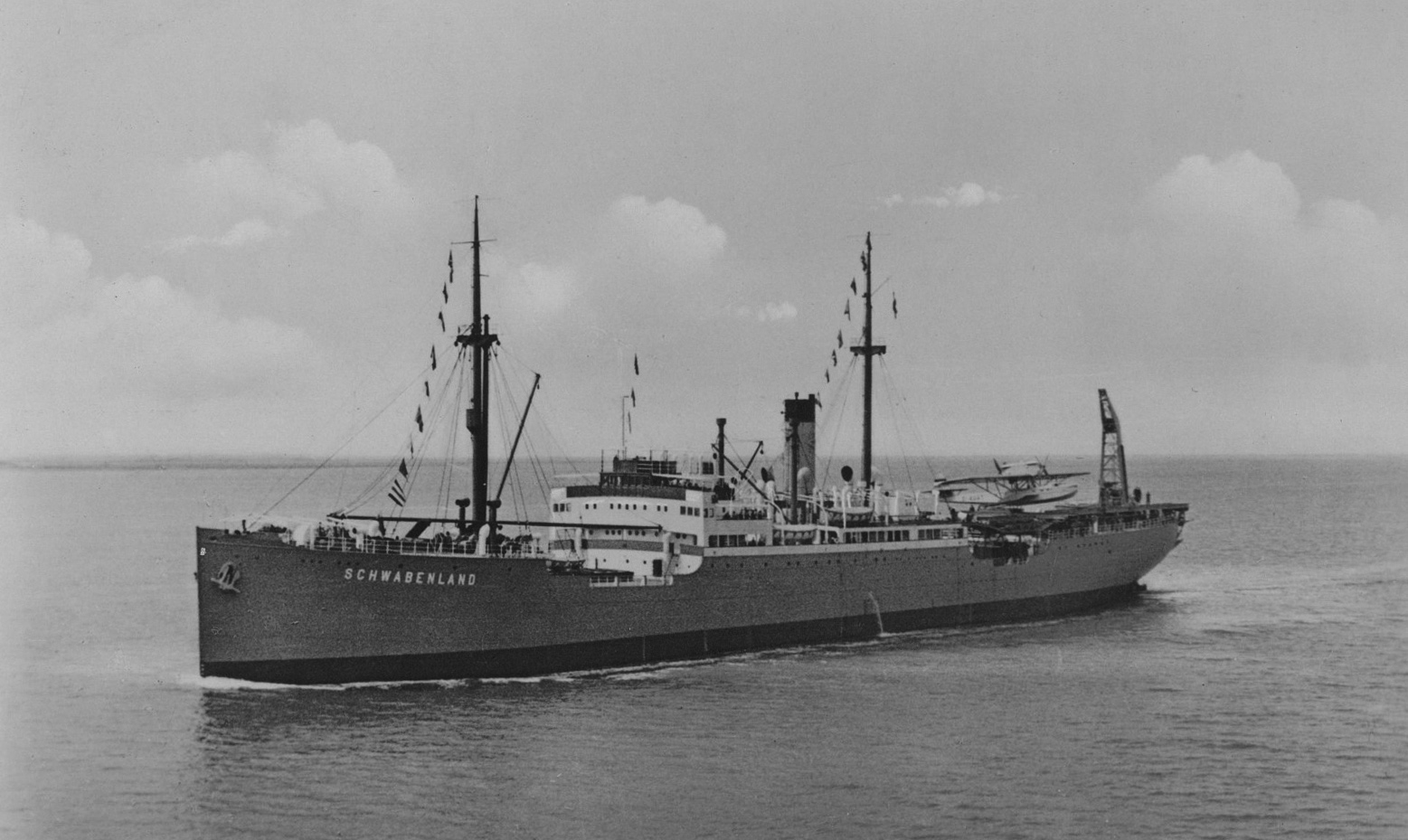
MS Schwabenland in 1938

Noua Șvabia (în limba germană: Neuschwabenland), este o zonă din Antarctica cu o suprafață de 600 000 km2 situată între longitudinea de 20° E și 10° W, pe teritoriul Țara Reginei Maud, și care a fost revendicată de către Germania nazistă de la 19 ianuarie 1939 până la 8 mai anul 1945.
În anul 1938 a avut loc o expediție secretă germană în Antarctica. La 17 decembrie 1938, nava MS Schwabenland condusă de  Alfred Ritscher, căpitan în Kriegsmarine, cu 33 de oameni la bord și 2 hidroavioane Dornier Do J, Passat și Boreas, a plecat din portul Hamburg. Nava acostează  la 19 ianuarie 1939 pe Coasta Prințesa Martha, teritoriu pe care l-au numit Neuschwabenland (Noua Șvabia) și se începe imediat cartografierea zonei. Avioanele au efectuat mai multe zboruri de recunoaștere, și peste 16.000 de fotografii aeriene care includeau munți și lacuri neacoperite de gheață. 
Pe teritoriul Noua Șvabia, Germania a început construirea unei baze de cercetare în Antarctica, denumită Point 211, pentru conceperea de arme ultra secrete, cât și o bază militară în care accesul se făcea cu submarine. Totodată, se pare că aici ar fi trebuit să se afle și refugiul pentru elita conducătoare nazistă.
Alte două expediții au fost planificate în Antarctica în anii 1939-1940 și 1940-1941, dar au fost anulate datorită izbucnirii celui de-al doilea război mondial. Cea de-a doua expediție avea ca scop fezabilitatea instituirii de baze navale, pentru a da posibilitatea Germaniei a se impune pe continent și pentru a controla o parte din Oceanul Indian și Strîmtoarea Drake.
În anul 1943, britanicii au desfășurat în Antarctica operațiunea Tabarin, pentru înființarea unei baze permanente. 